# Dresdner Factoring
Die Dresdner Factoring ist ein Finanzdienstleistungsinstitut (§ 1 Abs. 1a Ziff. 9 KWG), das Factoring als Finanzierungsalternative anbietet. Das Unternehmen mit Firmensitz in Dresden wurde 1999 gegründet und war seit dem Börsengang im April 2006 die einzige börsennotierte Factoringgesellschaft in Deutschland. Durch ihren neuen Mehrheitsaktionär, der abcfinance Beteiligungs AG, Köln, gehört die Dresdner Factoring dem Konzernkreis der Wilh. Werhahn KG an. Am 7. Juli 2015 wurde die Gesellschaft mit der abcfinance Beteiligungs AG mit Sitz in Köln verschmolzen, die verbliebenen Minderheitsaktionäre wurden per Squeeze-Out abgefunden und die Börsennotierung daraufhin eingestellt. Die ursprüngliche Dresdner Factoring AG ist damit erloschen. Die Firma der abcfinance Beteiligungs AG wurde gleichzeitig in „Dresdner Factoring AG“ geändert. Das operative Geschäft wird am Geschäftssitz in Dresden unverändert fortgeführt.

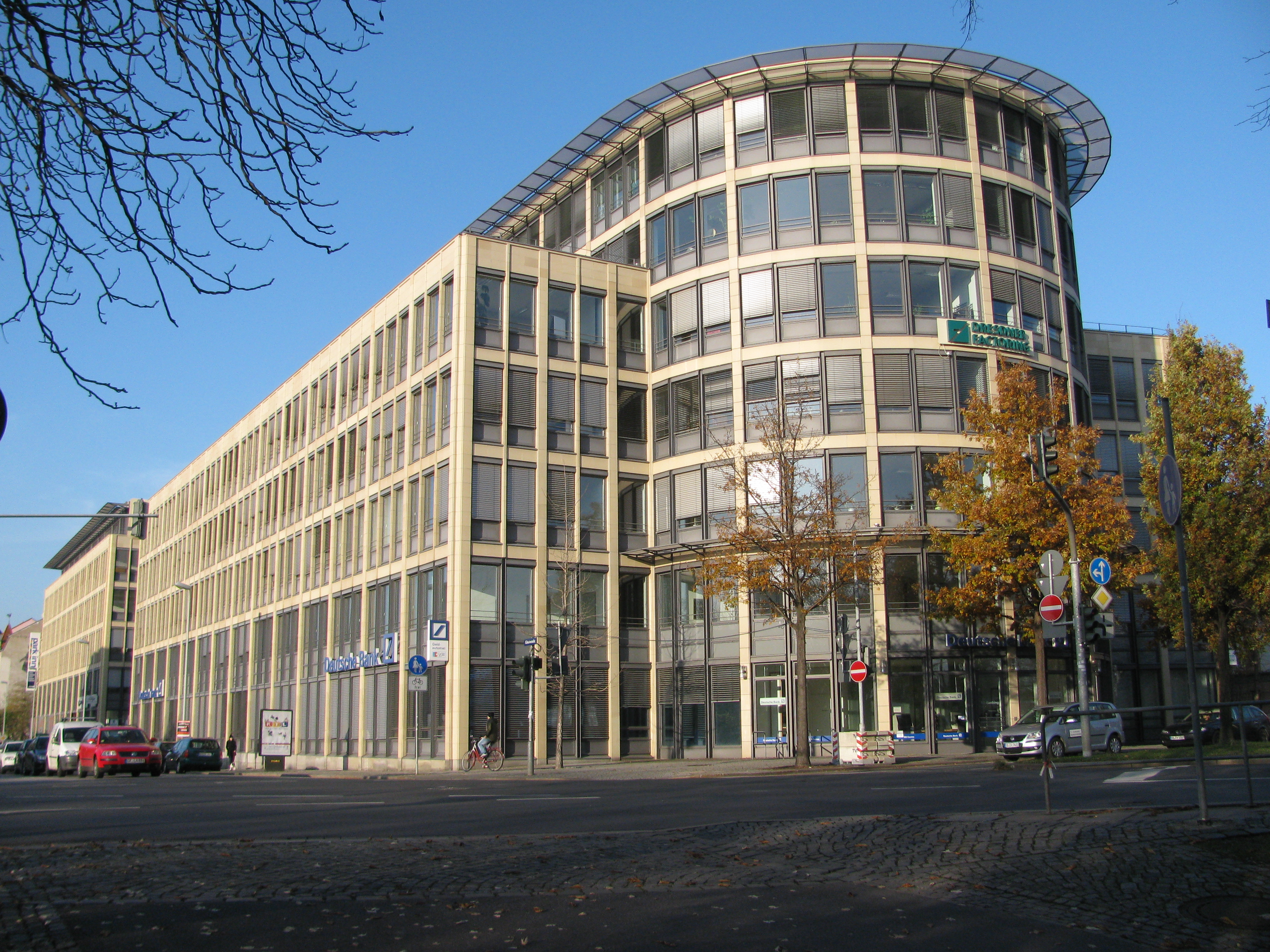
Geschäftssitz: 4. OG des Atriums am Rosengarten, Glacisstraße/Ecke Rosa-Luxemburg-Platz

Tätig ist die Dresdner Factoring im Segment der kleinen und mittelständischen Unternehmen mit Jahresumsätzen bis EUR 100 Mio. Im Geschäftsjahr 2018 erzielte sie einen Forderungsumsatz von EUR 912 Mio. (Vorjahr: EUR 956 Mio.).